# Kikkoman (windmotor)
De Kikkoman is een poldermolen nabij het Groninger dorp Kropswolde, dat in de Nederlandse gemeente Midden-Groningen ligt.

## Beschrijving
De Kikkoman is een maalvaardige Amerikaanse windmotor, die in 1925 als vervanger van een stoomgemaal werd gebouwd voor de bemaling van de Boonspolder te Annen. Nadat de molen die functie had verloren, werd hij in 2000 overgebracht naar zijn huidige locatie ten zuidwesten van Kropswolde aan de oostelijke oever van het Zuidlaardermeer. Daar doet hij dienst als inmaler voor het natuurgebied Leinwijk, dat evenals de molen eigendom is van Het Groninger Landschap. De windmotor is genoemd naar zijn sponsor, een Japanse multinational met een vestiging in Sappemeer.
De molen is van het merk Herkules Metallicus en heeft een windrad met 27 bladen en een diameter van 8,5 meter. De Kikkoman is de enige overgebleven windmotor in Nederland in deze uitvoering en is aangewezen als rijksmonument. Hij is niet voor publiek geopend.